# Tom Hollander
Pour les articles homonymes, voir Hollander.
Ne doit pas être confondu avec l'acteur Tom Holland
Tom Hollander est un acteur anglais, né le 25 août 1967 à Bristol.
Il est notamment apparu dans Pirates des Caraïbes : Le Secret du coffre maudit et Pirates des Caraïbes : Jusqu'au bout du monde dans le rôle de Cutler Beckett mais également dans Orgueil et Préjugés de Joe Wright dans le rôle de Mr. Collins. Il a aussi joué le rôle du colonel  Brandt dans le film  Walkyrie de Bryan Singer. En 2018, il interprète Miami dans Bohemian Rhapsody.

## Filmographie partielle

### Cinéma
- 1996 : True Blue de Ferdinand Fairfax
- 1996 : Some Mother's Son de Terry George
- 1998 : Martha, Frank, Daniel et Lawrence : Daniel
- 1999 : Des chambres et des couloirs : Darren
- 1999 : Wives and Daughters (série télévisée) : Osborne Hamley
- 2000 : Maybe Baby ou Comment les Anglais se reproduisent : Ewan Proclaimer
- 2001 : Enigma : Logie
- 2001 : Gosford Park : lieutenant-commander Anthony Meredith
- 2004 : Paparazzi : Objectif chasse à l'homme : Leonard Clark
- 2005 : Rochester, le dernier des libertins : George Etherege
- 2005 : Orgueil et Préjugés : M. Collins
- 2006 : Coups d'État (Land of the Blind) : Maximilian II
- 2006 : Une grande année: Charlie Willis
- 2006 : Pirates des Caraïbes : Le Secret du coffre maudit : Lord Cutler Beckett
- 2007 : Pirates des Caraïbes : Jusqu'au bout du monde : Lord Cutler Beckett
- 2007 : Elizabeth : L'Âge d'or : sir Amyas Paulet
- 2008 : Walkyrie : Heinz Brandt
- 2009 : In the Loop : Simon Foster
- 2009 : Le Soliste de Joe Wright : Graham Laydon
- 2011 : Hanna de Joe Wright : Isaacs
- 2011 : The Voorman Problem de Mark Gill : Voorman (court-métrage)
- 2012 : Byzantium de Neil Jordan
- 2013 : Il était temps (About Time) : Harry
- 2013 : The Invisible Woman : Wilkie Collins
- 2014 : The Riot Club de Lone Scherfig : Jeremy
- 2015 : Tulip Fever de Justin Chadwick : le Dr Sorgh
- 2015 : Mission impossible : Rogue Nation de Christopher McQuarrie : le Premier ministre
- 2016 : La Promesse (The Promise) de Terry George : Garin
- 2017 : Breathe d'Andy Serkis : les jumeaux Bloggs et David Blacker
- 2018 : Bohemian Rhapsody de Bryan Singer et Dexter Fletcher : Jim Beach
- 2018 : Mowgli : La Légende de la jungle (Mowgli: Legend of the Jungle) d'Andy Serkis : Tabaqui (voix et capture de mouvement)
- 2018 : Bird Box de Susanne Bier : Gary
- 2018 : Private War (A Private War)  de Matthew Heineman : Sean Ryan
- 2019 : Holy Lands d'Amanda Sthers : Moshe Cattan
- 2021 : The King's Man : Première mission (The King's Man) de Matthew Vaughn : George V / Guillaume II / Nicolas II

### Télévision
- 2003 : Cambridge Spies (série télévisée) de Tim Fywell : Guy Burgess
- 2003 : The Lost Prince (téléfilm) de Stephen Poliakoff : George V du Royaume-Uni
- 2008 : John Adams (mini-série télévisée) : George III
- 2009 : The Thick of It (série télévisée) : Cal Richards (saison 3 épisode 8)
- 2016 : The Night Manager : L'Espion aux deux visages (The Night Manager) (série télévisée) : Corcoran
- 2016 : Docteur Thorne (Doctor Thorne) (série télévisée) : Docteur Thorne
- 2017 : Taboo (série télévisée) : George Chomondeley, le chimiste
- 2020 : Us (mini-série télévisée) de Geoffrey Sax : Douglas Petersen (également producteur)
- 2020-2023 : Harley Quinn (série télévisée) : Alfred Pennyworth (voix)
- 2022 : The White Lotus (série télévisée), saison 2 : Quentin
- 2022 : Ipcress File (Harry Palmer : The Ipcress File) (mini-série télévisée) : Major Dalby
- 2024 : Feud (série télévisée), saison 2 Capote vs. The Swans : Truman Capote
- 2025 : Monstres : Alfred hitchcock

## Voix françaises
- Arnaud Arbessier[1] dans :
  - Orgueil et Préjugés
  - The Company (série télévisée)
  - Bohemian Rhapsody
  - Baptiste
  - L'enfant, la taupe, le renard et le cheval (voix)
  - The White Lotus (série télévisée)
  - Feud (série télévisée)

- Pierre-François Pistorio[1] dans :
  - Rochester, le dernier des libertins
  - Une grande année
  - The Night Manager : L'Espion aux deux visages (série télévisée)
  - The King's Man : Première Mission
  - Harry Palmer : The Ipcress File (série télévisée)

- Patrick Osmond dans :
  - Pirates des Caraïbes : Le Secret du coffre maudit
  - Pirates des Caraïbes : Jusqu'au bout du monde
  - Walkyrie

Et aussi
- Patrick Mancini[1] dans Paparazzi : Objectif chasse à l'homme
- Arnaud Bedouët dans Il était temps
- Fred Renno dans The Riot Club
- Pierre Tessier dans Mission impossible : Rogue Nation
- Philippe Résimont dans Tulip Fever
- Stefan Godin[1] dans Taboo
- Vincent Ropion[1] dans Mowgli : La Légende de la jungle
- Julien Sibre[1] dans Bird Box
- Jérémie Covillault dans Holy Lands